# إليسا دي فرانسيسكا
إليسا دي فرانسيسكا (بالإيطالية: Elisa Di Francisca)‏ هي مبارزة بالسيف إيطالية، ولدت في 13 ديسمبر 1982 في ييزي في إيطاليا.

## وصلات خارجية
- الموقع الرسمي
- إليسا دي فرانسيسكا على موقع الاتحاد الدولي للمبارزة (الإنجليزية)
- إليسا دي فرانسيسكا على موقع الاتحاد الأوروبي للمبارزة (الإنجليزية)
- إليسا دي فرانسيسكا على موقع اللجنة الأولمبية الدولية (الإنجليزية)
- إليسا دي فرانسيسكا على موقع أوليمبيديا (الإنجليزية)
- إليسا دي فرانسيسكا على موقع اللجنة الأولمبية الإيطالية (الإيطالية)